# کستور، کمبریج‌شر
کستور (به انگلیسی: Castor) یک روستا و محله مدنی در بریتانیا است که در پیتربورو واقع شده‌است. کستور ۸۱۷ نفر جمعیت دارد.